# Žalm 124

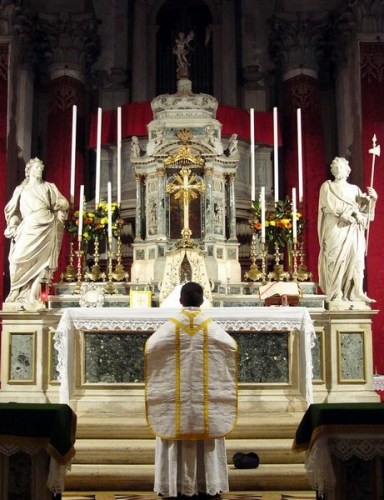
Při tradičním římském ritu si kněz připomíná vlastní hříšnost a důvěru v Boha před tím než vystoupí k oltáři slovy posledního verše žalmu 124: Adiutorium nostrum + in nomine Domini. / Qui fecit caelum et terram

Žalm 124 ( Kdyby sám Hospodin nebyl při nás, lat. Nisi quia Dominus erat in nobis), podle řeckého překladu žalm 123) je součástí starozákonní Knihy žalmů. 

## Text
| verš | hebrejský originál                                      | český překlad                                                                 | latinský překlad (Vulgata)                                                                           |
| ---- | ------------------------------------------------------- | ----------------------------------------------------------------------------- | --- |
| 1    | שִׁיר הַמַּעֲלוֹת, לְדָוִד:לוּלֵי יְהוָה, שֶׁהָיָה לָנוּ-- יֹאמַר-נָא, יִשְׂרָאֵל   | Poutní píseň, Davidova. Kdyby sám Hospodin nebyl při nás – Izrael ať řekne –, | [Canticum graduum] huic David nisi quia Dominus erat in nobis dicat nunc Israhel                     |
| 2    | לוּלֵי יְהוָה, שֶׁהָיָה לָנוּ-- בְּקוּם עָלֵינוּ אָדָם                    | kdyby sám Hospodin nebyl při nás, když proti nám povstali lidé,               | Nisi quia Dominus erat in nobis cum exsurgerent in nos homines                                       |
| 3    | אֲזַי, חַיִּים בְּלָעוּנוּ-- בַּחֲרוֹת אַפָּם בָּנוּ                        | zaživa by nás tehdy zhltli v hněvu, jímž proti nám vzpláli.                   | Forte vivos degluttissent nos cum irasceretur furor eorum in nos                                     |
| 4    | אֲזַי, הַמַּיִם שְׁטָפוּנוּ-- נַחְלָה, עָבַר עַל-נַפְשֵׁנוּ                   | Tehdy by nás zatopily vody, dravý proud by se přes nás valil,                 | Forsitan aqua absorbuisset nos                                                                       |
| 5    | אֲזַי, עָבַר עַל-נַפְשֵׁנוּ-- הַמַּיִם, הַזֵּידוֹנִים                      | tehdy by se přes nás převalily vzduté vody.                                   | Torrentem pertransivit anima nostra forsitan pertransisset anima nostra aquam intolerabilem          |
| 6    | בָּרוּךְ יְהוָה-- שֶׁלֹּא נְתָנָנוּ טֶרֶף, לְשִׁנֵּיהֶם                       | Požehnán buď Hospodin, že za kořist nás nedal jejich zubům!                   | Benedictus Dominus qui non dedit nos in captionem dentibus eorum                                     |
| 7    | נַפְשֵׁנוּ-- כְּצִפּוֹר נִמְלְטָה, מִפַּח יוֹקְשִׁים:הַפַּח נִשְׁבָּר, וַאֲנַחְנוּ נִמְלָטְנוּ | Unikli jsme jako ptáče z osidla lovců. Osidlo je protrženo, unikli jsme!      | Anima nostra sicut passer erepta est de laqueo venantium laqueus contritus est et nos liberati sumus |
| 8    | עֶזְרֵנוּ, בְּשֵׁם יְהוָה-- עֹשֵׂה, שָׁמַיִם וָאָרֶץ                        | Naše pomoc je ve jménu Hospodina; on učinil nebesa i zemi.                    | Adiutorium nostrum in nomine Domini qui fecit caelum et terram                                       |

## Užití v liturgii

### V křesťanství
V katolické církvi se používá při denní modlitbě církve v pondělí třetího týdne během nešpor.
Části žalmu se také užívají při mši svaté v tradičním římském ritu.

### V judaismu
V judaismu je užíván při svátku sukot a při Pesachu.

## Užití v hudbě
Mezi významná hudební zpracování žalmu 124 patří díla těchto autorů:
- Michel Richard Delalande S.42 pro krále Ludvíka XIV. a jeho královskou kapli ve Versailles
- Marc-Antoine Charpentier ve formě velkého moteta pod názvem Nisi quia Dominus erat in nobis H.217